# Stájerlakanina
Stájerlakanina (románul Anina, németül Steierdorf) város Romániában, Krassó-Szörény megyében.

## Fekvése
Resicabányától 25 km-re délre, Oravicabányától 24 km-re keletre fekszik.

## Nevének eredete
A mai város Stájerlak és Anina egyesítésből jött létre. Stájerlak neve onnan ered, hogy a falu lakói Stájerországból települtek ide. Anina neve románul égerfával benőtt helyet jelent.

## Története
A  két településrész közül Stájerlak a régebbi. Akkor alakult ki, amikor 1773-ban stájer favágókat telepítettek ide az erdők meghódítására, majd 1774-ben a Rajna parti Schladingból mészégetők érkeztek. 1788-ban lakosai a török hírére elmenekültek, ezalatt hegyi románok a falut kifosztották és elpusztították. Újjáépült, majd 1790-ben kőszént találtak területén.
Anina vasgyártelepét 1846-ban alapították. Feketeszénbánya, szénelőkészítő üzem, olajpala-kitermelés és hőerőmű van itt.
Temploma 1872-ben épült.
A trianoni békeszerződésig Krassó-Szörény vármegye Oravicabányai járásához tartozott.

## Népessége
1910-ben 12336 lakosából 8837 német (71,63%), 1280 román (10,37%), 705 magyar (5,71%) és 564 szlovák (4,57%) volt.
2002-ben 9.167 lakosából 7.992 román (87,18%), 763 német (8,32%), 200 magyar (2,18%), 82 cigány (0,89%), 29 ukrán (0,31%) volt.

## Híres emberek
- Itt született (még Stájerlakban) 1872. június 6-án Mayer Ker. János katolikus pap és zenekritikus.
- Itt született 1887. október 10-én Breuer György ornitológus, a Sopron-környéki erdők és a Fertő kutatója.
- Itt született 1894. március 30-án Balogh István politikus, római katolikus pap, államtitkár, a Kisgazdapárt főtitkára.
- Itt született 1895. július 25-én Huszár Géza matematikus, közgazdász, egyetemi tanár, tanszékvezető, a járadékszámítás, a biztosítási számítások és az interpolációszámítás nemzetközileg elismert szakértője.
- Itt született 1909. április 17-én Ember Győző történész, levéltáros, az MTA tagja.
- Itt, Aninán vezette 1906-ban Roób József vaskohómérnök az itteni kokszoló és kohóüzemet. Később 1911-től újra idehelyezik és korszerűsíti, bővíti, vezeti az üzemet 1913-ig. Ezután kap megbízást Diósgyőrbe, majd a Rima-Murányi-Salgótarjáni művekbe. 1926-ban hívják Ózdra a kohászat fejlesztésére és vezetésére, és innen vonult nyugdíjba is 1941-ben. Ózdon jelentős munkát végzett. Üzemi tevékenysége mellett széles körű társadalmi és szociális munkát is kifejtett.
- Itt szolgált Jurenák András (1806-1889) tanár, kincstári gondnok, bányanagy.